# آرون وارنر
کتاب های نوشته شده ارون وارنر
آرون وارنر (انگلیسی: Aron Warner؛ زادهٔ ۲۵ مارس ۱۹۶۱) تهیه‌کننده فیلم، نویسنده و صداپیشه اهل ایالات متحده آمریکا است.
از فیلم‌ها یا مجموعه‌های تلویزیونی که وی در آن‌ها نقش داشته‌است، می‌توان به دروغ‌های حقیقی، اژدهای آرزو، اسپری مو، از ته دل وحشی، فردی مرده‌است: آخرین کابوس، غرب رد راک، دروغ‌های حقیقی، روز استقلال، بوته آزمایش، طوفان یخ، بیگانه: رستاخیز، مورچه‌ای به نام زی، شرک، شرک ۲، شرک ۳، شرک برای همیشه، هوش مصنوعی، گزارش اقلیت، گربه چکمه‌پوش، سیرک سولیل: جهان‌های دورافتاده، پرندگان آزاد، کتاب زندگی و ترول‌ها اشاره نمود.
وی همچنین برندهٔ جوایزی همچون جایزه اسکار بهترین فیلم پویانمایی شده‌است.